# Montestruc-sur-Gers
Montestruc-sur-Gers é uma comuna francesa na região administrativa de Occitânia, no departamento de Gers. Estende-se por uma área de 16,31 km². Em 2010 a comuna tinha 711 habitantes (densidade: 43,6 hab./km²).